# Белый тигр (китайское созвездие)
Белый тигр, Бай-Ху — один из четырёх китайских знаков зодиака. Иногда он называется Белым тигром запада (西方白虎, Xī Fāng Bái Hǔ). Известен как Baihu в Китае, Byakko в Японии. Он представляет собой запад и осенний сезон.

## Семь домов Белого тигра
Как и у других трёх Знаков, у него есть семь «домов» — областей, которые луна проходит по созвездию Белого тигра. Имена звёзд и их значения:
| Номер дома (день лунного месяца) | Имя (пиньинь) | Перевод          | Обозначение звезды |
| -------------------------------- | ------------- | ---------------- | ------------------ |
| 15                               | 奎 (Kuí)      | Ляжки            | η And              |
| 16                               | 婁 (Lóu)      | Привязь          | β Ari              |
| 17                               | 胃 (Wèi)      | Желудок          | 35 Ari             |
| 18                               | 昴 (Mǎo)      | Волосатая голова | 17 Tau             |
| 19                               | 畢 (Bì)       | Сачок            | ε Tau              |
| 20                               | 觜 (Zī)       | Черепаха         | λ Ori              |
| 21                               | 參 (Shēn)     | Три звезды       | ζ Ori              |